# 13258 Bej
13258 Bej è un asteroide della fascia principale. Scoperto nel 1998, presenta un'orbita caratterizzata da un semiasse maggiore pari a 2,3721634 au e da un'eccentricità di 0,0926177, inclinata di 5,97062° rispetto all'eclittica.
L'asteroide è dedicato allo studente statunitense Gautam Ashim Bej.